# Škoda Citigo-e iV
Škoda Citigo-e iV – elektryczny samochód osobowy klasy najmniejszej produkowany pod czeską marką Škoda w latach 2019 – 2020.

## Historia i opis modelu

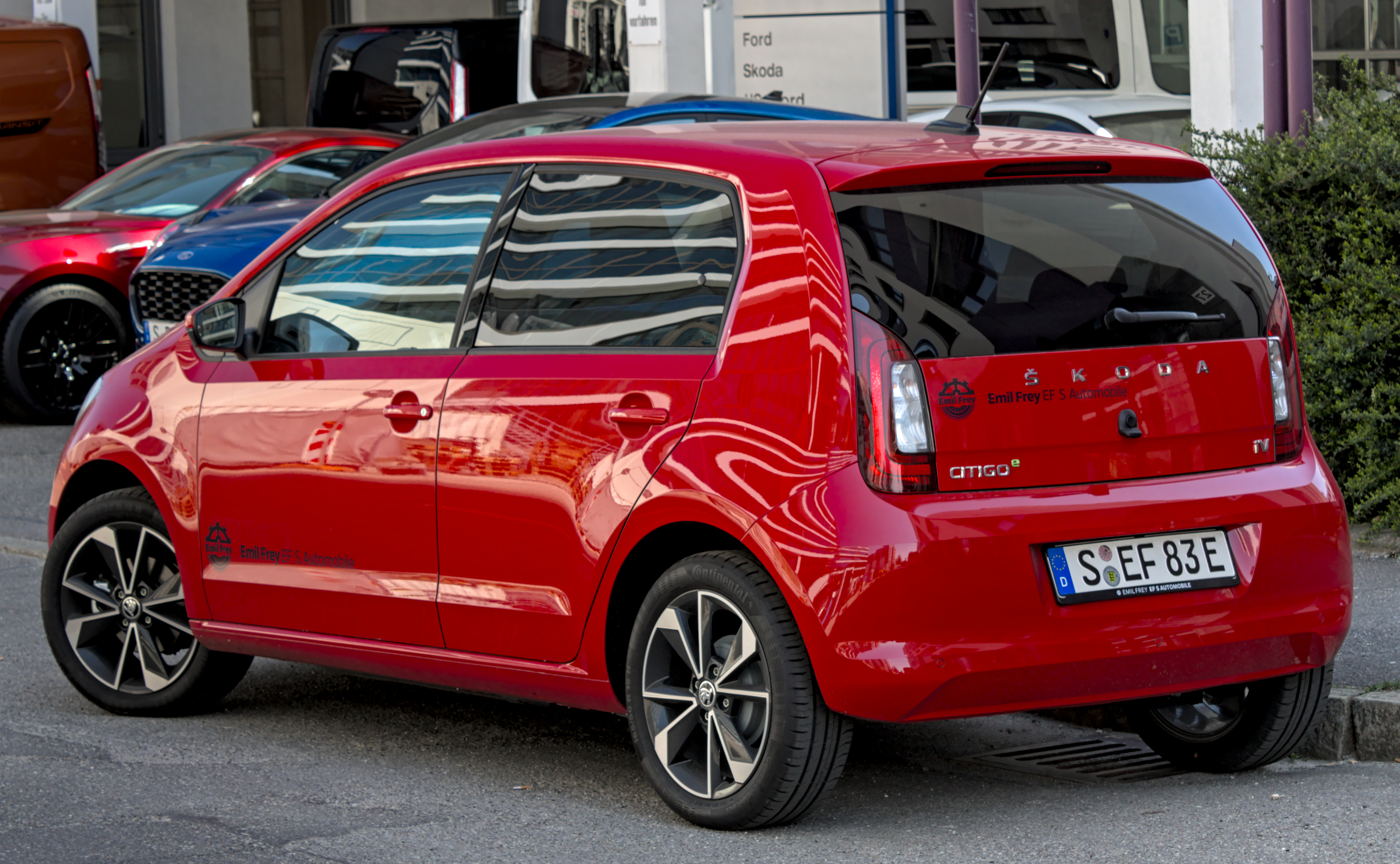
Škoda Citigo-e iV - tył

Citigo-e iV to pierwszy w historii Skody seryjnie produkowany samochód elektryczny. Jego premiera miała miejsce w maju 2019 roku, niespełna 8 lat po premierze wariantu spalinowego. Od dotychczasowego Citigo, elektryczny model odróżnia się nie tylko nazwą, ale i drobnymi akcentami stylistycznymi. Atrapę chłodnicy zastąpiła plastikowa zaślepka imitująca jej kształt, a z tyłu - zgodnie z aktualnym językiem stylistycznym Skody - logo marki zastąpił duży, szeroko rozstawiony napis „ŠKODA”. 

### Sprzedaż
Sprzedaż Citigo-e iV ruszyła w listopadzie 2019 roku, a z ceną 73 300 złotych w najniższym wariancie wyposażeniowym był to najtańszy samochód elektryczny na polskim rynku w momencie debiutu w salonach. W Polsce uwzględniając dopłatę państwową, ostateczna cena Citigo-e iV to 57 300 zł.
Podobnie jak e-up! i Mii Electric, elektryczne Citigo zastąpiło spalinowy wariant w ofercie Skody i będzie jedynym, najmniejszym modelem w gamie.

### Koniec produkcji
We wrześniu 2020 roku, niespełna rok po debiucie rynkowym elektrycznego Citigo-e iV, producent poinformował o zakończeniu produkcji pojazdu z powodu wyprzedania się całej zaplanowanej puli egzemplarzy. Tym samym, linia modelowa Citigo została całkowicie wycofana z oferty Škody bez następcy.

### Dane techniczne
Technicznie, Citigo-e iV to samochód w pełni elektryczny. Układ napędowy, podobnie do bliźniaczych modeli Volkswagena i SEAT-a, składa się z baterii o pojemności 36,8 kWh i silnika elektrycznego napędzającego przednią oś o mocy 83 KM i 212 Nm maksymalnego momentu obrotowego. Maksymalny zasięg, według deklaracji producenta, wynosi ok. 260 kilometrów, a prędkość maksymalna 130 km/h. Układ elektryczny nie wpłynął na możliwości transportowe i przestrzeń w środku - pozostały one takie same, jak w spalinowym Citigo.